# Фон дъ Лак (окръг, Уисконсин)
Окръг Фон дъ Лак (на английски: Fond du Lac County) е окръг в щата Уисконсин, Съединени американски щати. Площта му е 1984 km², а населението - 104 154 души (1 април 2020). Административен център е град Фон дъ Лак.